# توماس بیبرگ
توماس بیبرگ (انگلیسی: Thomas Byberg; ۱۸ سپتامبر ۱۹۱۶ – ۱۳ اکتبر ۱۹۹۸) اسکیت‌باز سرعت اهل نروژ بود.